# Mount Josephine
Mount Josephine är ett berg i Antarktis. Det ligger i Västantarktis. Nya Zeeland gör anspråk på området. Mount Josephines topp är 487 meter över havet.
Terrängen runt Mount Josephine är kuperad åt nordväst, men åt sydost är den platt.